# Manón (película venezolana)
Manón es una película venezolana de 1986, dirigida por Román Chalbaud y protagonizada por Mayra Alejandra, Miguelángel Landa y Víctor Mallarino. 
La película, adaptación moderna y venezolana de la novela Manon Lescaut (1731) del Abate Prévost, muestra el ambiente corrupto en el que se desarrolla la tortuosa historia de amor entre un seminarista y una ambiciosa mujer.

## Argumento
Roberto, un seminarista, viaja en autobús por los Andes. En el camino se produce un accidente con el auto que conduce Manón, una novicia sin vocación enviada a un convento por su familia como castigo por haber tenido una relación con un hombre casado. Es suficiente un cruce de miradas para que Roberto quede enamorado de la joven. La atracción es mutua y deciden fugarse hacia Caracas con el dinero robado al padre de él.
Manón y Roberto llevan una existencia de pasión y despilfarro hasta que el dinero se acaba. Manón se entrega a un empresario petrolero, Díaz López, para mantener una vida de lujo y derroche. Roberto es secuestrado por sus hermanos y, enterado de la traición de Manón, vuelve al seminario. Luego los dos jóvenes se reencuentran y se escapan con el dinero que le han quitado al millonario. 
La llegada de Lescot, hermano de Manón, hace que se dediquen a negocios ilícitos para conseguir dinero. Incluso Roberto acepta ir al casino y ser el acompañante de damas maduras al fin de satisfacer los deseos de su amada. Sin embargo, Lescot pierde en una noche de juego con Díaz López, y se ve obligado a pagarle con el dinero de Manón. La joven, que odia la pobreza, decide restablecer la relación con el petrolero. 
Manón, Lescot y Roberto (quien se une a ellos con un estratagema) viven a expensas de Díaz López hasta que deciden huir con el botín. Díaz López se venga, encerrando la joven en un sanatorio. Lescot y Roberto la rescatan y huyen hacia el desierto, pero los hombres del millonario los consiguen. Se desata un enfrentamiento que culmina con la muerte de Lescot, mientras que Manón, malherida, morirá más tarde en la arena en los brazos de Roberto.

## Reparto
| Actor              | Personaje        |
| ------------------ | ---------------- |
| Mayra Alejandra    | Manón            |
| Miguelángel Landa  | Lescot           |
| Víctor Mallarino   | Roberto          |
| Eva Moreno         | Obsidiana        |
| Gonzalo J. Camacho | Díaz López       |
| Armando Valerio    | Tiberio          |
| Francisco Ferrari  | padre de Roberto |
| Chela D'Gar        | madre de Roberto |
| Arturo Calderón    | Don Eleuterio    |
| María Hinojosa     |                  |
| Alejo Felipe       |                  |
| Enrique León       |                  |
| Romelia Agüero     |                  |
| Armando Gota       |                  |